# Eckardt
Eckardt ist ein deutscher Familienname.

## Namensträger
- Alfred Eckardt (1903–1980), deutscher Physiker
- Alois Eckardt (1845–1906), deutscher Öl- und Porzellanmaler
- Andre Eckardt (1884–1974), deutscher Benediktinerpater, Koreanist, Autor, Komponist
- Anke Eckardt (* 1976), deutsche Künstlerin
- Annette von Eckardt (1871–1934), deutsche Malerin, Restauratorin, Kopistin, Textilkünstlerin, Kunstschriftstellerin und Antiquitätenhändlerin
- Arno Eckardt (1900–1975), deutscher Industrieller
- August Eckardt (1871–1938), deutscher Politiker (DNVP)
- Bruno Eckardt (1892–1987), deutscher Meteorologe
- Carl Eckardt (1882–1958), deutscher Politiker (USPD, KPD)
- David-Christian Eckardt (* 1967), deutscher Politiker (SPD)
- Diederich Eckardt (* 1961), deutscher Rechtswissenschaftler
- Dieter Eckardt (1938–2018), deutscher Museumsdirektor
- Dorothea Eckardt (1903–1974), deutsche Journalistin und Frauenrechtlerin
- Eduard Eckardt (1875–1959), deutscher Offizier, zuletzt Generalmajor der Wehrmacht
- Elfriede Eckardt-Skalberg (1884–1964), deutschbaltische Schriftstellerin und Übersetzerin
- Emanuel Eckardt (* 1942), deutscher Journalist und Karikaturist
- Emil Eduard Eckardt (1871–1945), deutscher Miniaturmaler und Radierer
- Ernst Eckardt (Jurist) (1880–1945), deutscher Jurist und Richter
- Ernst Eckardt (Politiker) (1922–2002), deutscher Politiker und Parteifunktionär (DDR-CDU)
- Ernst Philipp Ferdinand Eckardt (1783–1813), Königlich Preußischer Jurist, Stadtjustizrat in Berlin, Oberbergrat und Offizier
- Ernst Wilhelm Traugott Eckardt (1819–1892), deutscher Bezirksschulinspektor, Lehrer und Schuldirektor
- Felix von Eckardt (1903–1979), deutscher Journalist und Politiker (CDU)
- Felix von Eckardt (Journalist) (1866–1936), deutscher Journalist, Chefredakteur beim Hamburger Fremdenblatt
- Frank Eckardt (* 1967), deutscher Stadtforscher
- Friedrich Eckardt (Politiker) (1888–19??), deutscher Politiker (KPD/SED) und Landtagsabgeordneter in Sachsen-Anhalt
- Friedrich Eckardt (Sänger) (* 1938), deutscher Sänger, Gesangspädagoge und Hochschullehrer
- Friedrich Eckardt (Werkzeugmacher), deutscher Werkzeugmacher und Träger des Bundesverdienstkreuzes
- Friedrich August Eckardt (1871–1938), deutscher Geologe und Politiker, siehe August Eckardt
- Fritz Eckardt (1885–1935), deutscher Verleger
- Götz Eckardt (1928–1992), deutscher Kunsthistoriker und Publizist
- Guido Hermann Eckardt (1873–1951), deutschbaltischer Schriftsteller, Feuilletonredakteur und Musiklehrer
- Günther Eckardt (* 1933), deutscher Maler und Grafiker
- Hans von Eckardt (1890–1957), deutscher Soziologe, Publizist und Hochschullehrer
- Hans Eckardt (Japanologe) (1905–1969), deutscher Japanologe und Hochschullehrer
- Hans Eckardt (Regisseur) (1939–2009), deutscher Regisseur, Rezitator und Hörbuchverleger
- Hans Wilhelm Eckardt (* 1948), deutscher Archivar
- Harry Eckardt (* 1929), deutscher Wirtschaftswissenschaftler und MdV
- Heinrich von Eckardt (1861–1944), deutscher Diplomat
- Heinrich Eckardt (1877–1957), deutscher Unternehmer und Politiker (SPD)
- Jean Eckardt, Geburtsname von Jean Bardsley (* 1921/22), kanadische Badminton-, Basketball- und Tennisspielerin

- Jo Eckardt (* 1961), deutsche Psychoanalytikerin und Autorin

- Johann Ludwig von Eckardt (1737–1800), deutscher Rechtswissenschaftler
- Johanna Eckardt-Neudeck (* 1935), deutsche Designerin und Holzkünstlerin
- Julius von Eckardt (1836–1908), deutscher Journalist und Diplomat
- Kai-Uwe Eckardt (* 1960), deutscher Mediziner und Hochschullehrer
- Karl Eckardt (Theologe) (1857–1946), österreichischer Theologe und Geistlicher
- Karl Eckardt (Wirtschaftsfunktionär) (1896–1953), deutscher Wirtschaftsfunktionär
- Karl-Heinz Eckardt (1912–1957), deutscher Tischtennisspieler und -funktionär
- Katrin Göring-Eckardt (* 1966), deutsche Politikerin (Grüne), MdB
- Kerstin Eckardt (* 1966), deutsche Politikerin (CDU)
- Ludwig Eckardt (1827–1871), österreichischer Dichter und Schriftsteller
- Manfred Eckardt (* 1937), deutscher Fußballspieler
- Manuel Eckardt (* 1974), deutscher Fitnesstrainer, Unternehmer, Autor und Politiker
- Marcel Eckardt (* 1989), deutscher Snookerschiedsrichter
- Marius Eckardt (* 2003), deutscher Volleyballspieler
- Martina Eckardt (* 1967), deutsche Ökonomin
- Milena von Eckardt (1912–1971), deutsche Schauspielerin und Schauspiellehrerin
- Moritz Eckardt (Politiker) (1812–1879), deutscher Oberlandesgerichtsassessor, Bürgermeister von Nordhausen und Mitglied des Zweiten Vereinigten Landtages aus der Provinz Sachsen 1848
- Moritz Eckardt (Volleyball- und Beachvolleyballspieler) (* 2001), deutscher Volleyball- und Beachvolleyballspieler
- Nikolaus Wilhelm Eckardt (1820–1880), deutscher Bürgermeister und Politiker
- Paul Eckardt (1867–1951), deutscher Jurist und Diplomat
- Peter Eckardt (1940–2023), deutscher Politiker (SPD)
- René Eckardt (* 1990), deutscher Fußballspieler
- Samuel David Christian Eckardt (1744–1806), Preußischer Oberbergrat
- Sandra Eckardt (* 1975), deutsche Moderatorin
- Siegfried Gotthilf Eckardt (1754–1831), deutscher Schauspieler und Regisseur
- Theo Eckardt (1910–1977), deutscher Botaniker
- Tillmann Eckardt (* 1996), deutscher Schauspieler
- Wilhelm Eckardt (1879–1930), deutscher Meteorologe
- Wolf von Eckardt (1918–1995), US-amerikanischer Architekturkritiker
- Wolfgang Eckardt (1919–1999), deutscher Bildhauer

## Name von Unternehmen
- J.Eckardt & Sohn, Maschinenfabrik in Ulm, Schlepperbau 1938